# Deutscher Verein zur Förderung des mathematischen und naturwissenschaftlichen Unterrichts
Der Deutsche Verein zur Förderung des mathematischen und naturwissenschaftlichen Unterrichts (kurz MNU) vertritt die Fachinteressen von rund 5000 Lehrern (Stand 2020) aller Schulformen der Fächer Mathematik, Biologie, Chemie, Physik, Astronomie, Informatik und Technik.

## Geschichte und Beschreibung
Der MNU wurde 1891 in Braunschweig im Zusammenhang mit der Preußischen Schulkonferenz gegründet und bemüht sich seitdem um Einfluss auf die Entwicklung des mathematischen und naturwissenschaftlichen Unterrichts in Deutschland.
Im Jahr 1934 verfügte der Verein über fast 4000 Mitglieder, 1997 wurden 7000 vermeldet, im Jahr 2011 rund 5150 und zum Ende des Jahres 2020 genau 4951.
Der MNU zeichnet selbst und mithilfe starker Partner aus dem Bildungsbereich regelmäßig außergewöhnliche Persönlichkeiten unter den MINT-Lehrenden sowie begabte Schülerinnen und Schüler im mathematisch-naturwissenschaftlichen Bereich aus. Ziel ist es, die Öffentlichkeit auf die vielen hervorragenden Ergebnisse und Projekte hinzuweisen, die täglich an Schulen und Universitäten von den Lehrenden realisiert werden. Hierzu zählen beispielsweise im Bereich der Mathematik der Archimedes-Preis, gestiftet von der Westermann-Gruppe, im Bereich Chemie der Friedrich-Wöhler-Preis, gestiftet vom Fonds der Chemischen Industrie, und im Bereich Physik der Archimedes-Preis, ebenfalls gestiftet von der Westermann-Gruppe. Ferner lobt der MNU gemeinsam mit dem Klett Verlag jährlich einen Nachwuchswettbewerb in den MINT-Fächern aus, der innovativ umgesetzte Unterrichtsstunden junger Referendare und Lehrer in der naturwissenschaftlichen Grundbildung auszeichnet (Preis für innovative MINT-Unterrichtsideen).

### Publikationen
Die Mitglieder, überwiegend aus dem Gymnasialbereich stammend, erhalten die seit 1948/9 erscheinende Zeitschrift MNU – Der mathematische und naturwissenschaftliche Unterricht – das MNU-Journal –, welche als Nachfolgerin des früheren Vereinsorgans Unterrichtsblätter für Mathematik und Naturwissenschaften (1895–1943) zu sehen ist. Das MNU-Journal erscheint seit 2006 im Verlag Klaus Seeberger, Neuss. Im MNU-Journal werden aktuelle und für die tägliche Unterrichtspraxis relevante MINT-Inhalte veröffentlicht. Das MNU-Journal erscheint sechsmal im Jahr und ist für die Mitglieder der MNU kostenlos.
Neben dem MNU-Journal veröffentlicht der Verein weitere Publikationen beispielsweise zum Gemeinsamen Referenzrahmen für Naturwissenschaften (GeRRN) sowie eigene Publikationen spezifisch zu den Fächern Mathematik, Biologie, Chemie, Physik, Informatik und zum fachübergreifenden Unterricht. Weiterhin unterhält die MNU eine Themenheftreihe zu den Bildungsstandards. Die neueste Publikation dieser Reihe widmet sich der Bewertungskompetenz in den Naturwissenschaften. Darin schlagen die Autorinnen und Autoren ein einheitliches Strukturierungsmodell für Bewertungsprozesse im naturwissenschaftlichen Unterricht vor, das sogenannte WAAGER-Modell.
Von 2009 bis 2011 erschien zusätzlich die Zeitschrift MNU Primar, die sich an Lehrer an Grundschulen richtete.

### Tagungen
Als Fortbildungsveranstaltung bedeutsam veranstaltet die MNU jährlich den MNU-Bundeskongress, der in der Karwoche stattfindet. Auf dem Kongress werden aktuelle und für die Unterrichtspraxis relevante Forschungsergebnisse zur naturwissenschaftlichen Bildung sowie innovative und gewinnbringende Lehr- und Lernmethoden vorgestellt. Es werden Vorträge und Poster präsentiert sowie Workshops angeboten. Neben dem MNU-Bundeskongress gibt es weitere MNU-Veranstaltungen, -Tagungen und -Fortbildungen. Die Regionalverbände der MNU veranstalten jährlich oder alle zwei Jahre Tagungen. Und zudem gibt es eine Tagungen für Fachleiter.

## Persönlichkeiten
- Karl Smalian, Mitbegründer[11] und Ehrenmitglied des Vereins[12]

## Preise & Preisträger
Der Verein vergibt folgende Preise
- Archimedes-Preis mit der Westermann Gruppe in den Fächern Mathematik und Physik
- Friedrich-Wöhler-Preis mit dem Fonds der chemischen Industrie in Chemie
- Johannes-Kepler-Preis mit Cornelsen-Verlag in Astronomie
- Robert-Boyle-Preis mit Cornelsen-Verlag, fächerübergreifend
- Johannes-Kühnel-Preis mit dem Klett-Verlag, Grundschule
- Eduard-Strasburger-Preis mit dem Klett-Verlag in Biologie
- Lehrerpreis der Saarbrücker Informatik
- Wilhelm-Schickard-Preis in Informatik
- Wettbewerb für innovative Unterrichtsideen mit dem Klett-Verlag in Biologie, Chemie & Physik
- Leonardo-da-Vinci-Preis mit dem VDI in Technik

Liste der Preisträger
Archimedes-Preis (Physik)
- 2021 André Bresges
- 2019 PhyPhox-Team
- 2017 Thomas Grillenbeck
- 2015 Mirco Tewes
- 2013 Hans-Joachim Schlichting
- 2011 P. Heering
- 2009 Michael Rode
- 2007 J. Heber
- 2005 Josef Leisen
- 2003 Rudolf Lehn
- 2001 Hans-Joachim Wilke
- 1999 H. Schwarze
- 1997 H. Dittmann
- 1995 Franz Bader

Archimedes-Preis (Mathematik)
- 2022 Gaby Heintz
- 2020 Jürgen Roth
- 2018 Hans-Jürgen Elschenbroich
- 2016 Markus Hohenwarter
- 2014 Heinz Böer MUED
- 2012 Alexander Wynands
- 2010 Hans Wolfgang Henn
- 2008 Günter Ziegler
- 2006 Werner Blum
- 2004 Wolfgang Riemer
- 2002 Heinz Klaus Strick
- 2000 Albrecht Beutelspacher
- 1998 Günter Schmidt
- 1996 Günter Steinberg
- 1994 Wilfried Herget

Friedrich-Wöhler-Preis (Chemie)
- 2022 Bernhard Sieve
- 2021 Andreas Christmann
- 2020 Jens Viehweg
- 2019 Wolfgang Kirsch
- 2017 Henry Peterseim
- 2016 B. Horlacher
- 2014 St. Kienast
- 2012 J. Ries
- 2001 Viktor Obendrauf
- 2010 K. Schwabe
- 2008 P. Slaby
- 2006 A. Jungermann
- 2004 W. Czielslik
- 2002 Franz Kappenberg
- 2000 Th. Grofe

Wettbewerb für innovative Unterrichtsideen (Biologie, Chemie, Physik, Informatik) (jeweils Platz 1)
- 2022 Eva Graßkämper (Mathematik)
- 2021 Philipp Meyer (Chemie)
- 2020 Florian Homberg (Chemie)
- 2019 Julian Dorn (Informatik)
- 2018 Dominik Heun (Informatik)
- 2017 Lars Tietje (Physik)
- 2016 D. Seegmüller (Physik)
- 2015 J. Gambel (Biologie)
- 2014 F. Fähnrich & C. Thein (Mathematik)
- 2013 Y. Dumont (Biologie)